# Vodka (cheval)
Vodka (4 avril 2004 - 4 avril 2019) est un cheval de course pur-sang anglais japonais. Lauréate du Derby Japonais et de la Japan Cup, membre du Hall of Fame des courses japonaises, elle fut en son temps la jument la plus riche de l'histoire des courses mondiales.

## Carrière de courses
Née sur l'île d'Hokkaido, au nord du Japon, Vodka fut dès sa première année de compétition le meilleur élément de sa génération. Sa victoire dans le Hanshin Juvenile Fillies, record de la course à la clé (1'33"10 sur le mile) lui vaut naturellement le titre de Pouliche de 2 ans de l'année au Japon. Nantie d'un tel statut, Vodka se doit de viser la Triple Couronne des pouliches mais, après une victoire dans un groupe 3 devant une certaine Daiwa Scarlet, elle ne peut que s'incliner dans le Oka Shō (l'équivalent des 1000 Guinées) face à la même Daiwa Scarlet, qui deviendra sa rivale attitrée. En toute logique, leur affrontement suivant devrait avoir lieu dans la deuxième manche de le Triple Couronne, le Yūshun Himba, l'équivalent des Oaks, disputé sur 2 400 mètres. Mais, à la surprise générale, Vodka est dirigée vers le Tokyo Yushun, le Derby, ouvert aux poulains des deux sexes, mais traditionnellement l'apanage des seuls mâles, et où les candidatures féminines sont rarissimes. C'est simple, depuis Hisatomo en 1937 et Kurifuji en 1943, pas une pouliche ne s'y est imposée. Mais Vodka se présente au départ, face à 17 mâles, avec la ferme intention de faire mentir les chiffres. Et elle y parvient, causant l'une des plus grandes sensations de l'histoire des courses japonaises. Et avec la manière : 3 grandes longueurs devant les meilleurs poulains japonais.   

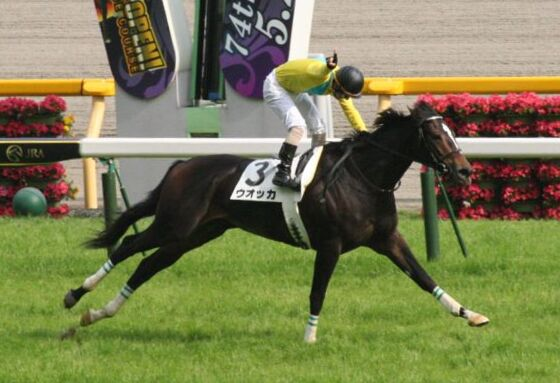
Vodka à l'arrivée du Tokyo Yushun

Après un si retentissant exploit, la pouliche est très attendue dans le Takarazuka Kinen, en juin, traditionnellement l'occasion d'une première confrontation entre les 3 ans et leurs aînés. Elle y déçoit fortement, terminant neuvième très loin du vainqueur Admire Moon, et ne se réhabilite qu'en partie dans la dernière manche de la Triple Couronne, le Shuka Shō, en prenant le deuxième accessit d'une course remportée par Daiwa Scarlet, laquelle avait dû faire l'impasse dans le Yūshun Himba. Ensuite, elle se défend bien dans la Japan Cup, mais échoue au pied du podium tandis qu'Admire Moon triomphe. Enfin, c'est l'heure de l'Arima Kinen, une course dont les partants sont désignés par les votes du public. Vodka arrive en tête des suffrages mais, dans la course, elle est vite et bien battue et termine onzième. À l'heure des votes de la JRA (Japan Racing Association) pour récompenser les meilleurs chevaux de l'année, le bilan de Vodka est mitigé : la pouliche a certes remporté une victoire historique dans le Derby, qui lui vaudra un JRA Special Award, mais elle s'est montrée irrégulière, au contraire de Daiwa Scarlet qui se voit logiquement sacrée meilleure pouliche de 3 ans.    
Maintenue à l'entraînement à 4 ans, Vodka revient en février, discrètement, ne parvenant pas à se placer dans un groupe 2 à Kyoto. Néanmoins son entourage se laisse tenter par une aventure exotique et se rend à Dubaï pour courir le Dubaï Duty Free. L'occasion pour la jument de faire connaissance avec son nouveau jockey, Yutaka Take, qui remplace Hirofumi Shii. Dans cette épreuve très internationale, la représentante japonaise se classe quatrième derrière le Sud-Africain Jay Peg, la Française Darjina et l'Irlandais Archipenko. De retour au pays, elle se classe deuxième du Victoria Mile, certes, mais après un an et sept courses, la jument n'a toujours pas regagné depuis le Derby. C'est dire si sa victoire dans le Yasuda Kinen, un groupe 1 disputé en juin, est un soulagement pour ses admirateurs. Et ils sont nombreux : à la fin de l'année, Vodka termine une nouvelle fois en tête des votes pour l'Arima Kinen, mais son entourage décide de ne pas courir. Entre-temps, la jument a pourtant pris une la deuxième place d'un groupe 2, s'est classée bonne troisième de la Japan Cup, et surtout a remporté la version automnale du Tenno Sho en devançant, pour la première et dernière fois, sa grande rivale Daiwa Scarlet par un bout de museau, deux centimètres exactement, mesurés après 13 interminables minutes consacrées à l'examen de la photo-finish. Elle est élue cheval de l'année, et meilleure jument d'âge.   

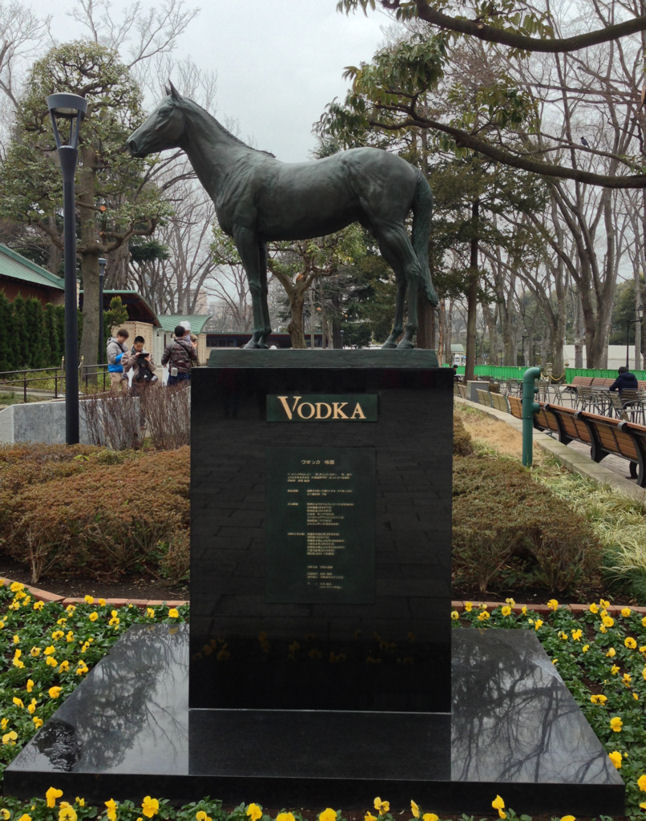
Statue de Vodka sur l'hippodrome de Fuchū, Tokyo

En 2009, Vodka tente une nouvelle campagne dubaïote, infructueuse, puisqu'elle ne peut faire mieux que cinquième pour sa rentrée dans le Jebel Hatta (Gr.2), et septième dans le Duty Free. Pourtant, de retour au pays natal, elle se montre au meilleur de sa forme, enchaînant une victoire dans le Victoria Mile (par 7 longueurs) et le Yasuda Kinen, devenant le troisième cheval à réaliser le doublé dans l’histoire de cette course. À l'automne, si elle ne peut que se placer dans un groupe 2 puis dans le Tenno Sho, elle trouve enfin la consécration dans la Japan Cup, avec l'aide du jockey français Christophe Lemaire. De peu, d'un nez, et c'est justement ce nez, qui a saigné, qui lui interdit de participer un mois plus tard à l'Arima Kinen, en vertu d'un règlement de la JRA. Elle avait pourtant terminé en tête du vote populaire, une nouvelle fois, la troisième, fait unique dans l'histoire de cette course. Cette péripétie ne l'empêche pas d'être élue une seconde fois meilleure jument d'âge et cheval de l'année, devenant le sixième cheval de l'histoire à faire un doublé dans cette catégorie. Mais Vodka est au crépuscule de sa carrière. Au printemps suivant, désormais âgée de 6 ans, celle qui est alors la jument la plus riche de l'histoire des courses mondiales (plus de dix millions d'euros de gains) tente une troisième aventure à Dubaï, mais elle tourne court : non placée dans un groupe 2 pour sa rentrée, elle saigne à nouveau du nez et l'heure d'une retraite bien méritée a sonné. C'est aussi l'heure, bientôt, d'entrer au panthéon : en 2011, Vodka est introduite au Hall of Fame des courses japonaises et en 2014 une statue en bronze à son effigie, offerte par son propriétaire, est installée sur l'hippodrome de Fuchū.    

### Résumé de carrière
| Date         | Hippodrome   | Pays        | Course                   | Statut      | Distance    | Jockey             | Place       | Écart       | Vainqueur ou deuxième |
| 2006, 2 ans  | 2006, 2 ans  | 2006, 2 ans | 2006, 2 ans              | 2006, 2 ans | 2006, 2 ans | 2006, 2 ans        | 2006, 2 ans | 2006, 2 ans | 2006, 2 ans           |
| ------------ | ------------ | ----------- | ------------------------ | ----------- | ----------- | ------------------ | ----------- | ----------- | --------------------- |
| 29 octobre   | Kyoto        | Japon       | Maiden                   |             | 1 600 m     | K. Sameshima       | 1er / 13    | _           | Lace Doll             |
| 12 novembre  | Kyoto        | Japon       | _                        |             | 1 800 m     | Hirofumi Shii      | 2e / 8      | _           | Meinel Soloist        |
| 3 décembre   | Hanshin      | Japon       | Hanshin Juvenile Fillies | Gr. 1       | 1 600 m     | Hirofumi Shii      | 1er / 18    | enc.        | Aston Machan          |
| 2007, 3 ans  |              |             |                          |             |             |                    |             |             |                       |
| 3 mars       | Hanshin      | Japon       | Tulip Sho Stakes         |             | 1 600 m     | Hirofumi Shii      | 1er / 16    | enc.        | Daiwa Scarlet         |
| 8 avril      | Hanshin      | Japon       | Oka Shō (1000 Guineas)   | Gr. 1       | 1 600 m     | Hirofumi Shii      | 2e / 18     | 1 ½         | Daiwa Scarlet         |
| 27 mai       | Tokyo        | Japon       | Tokyo Yushun (Derby)     | Gr. 1       | 2 400 m     | Hirofumi Shii      | 1er / 18    | 3           | Asakusa Kings         |
| 24 juin      | Hanshin      | Japon       | Takarazuka Kinen         | Gr. 1       | 2 200 m     | Hirofumi Shii      | 8e / 18     | 9 ¼         | Admire Moon           |
| 14 octobre   | Kyoto        | Japon       | Shuka Shō                | Gr. 1       | 2 000 m     | Hirofumi Shii      | 3e / 18     | 1 ½         | Daiwa Scarlet         |
| 25 novembre  | Tokyo        | Japon       | Japan Cup                | Gr. 1       | 2 400 m     | Hirofumi Shii      | 4e / 18     | 1 ½         | Admire Moon           |
| 23 décembre  | Nakayama     | Japon       | Arima Kinen              | Gr. 1       | 2 500 m     | Hirofumi Shii      | 11e / 15    | 12 ½        | Matsurida Gogh        |
| 2008, 4 ans  |              |             |                          |             |             |                    |             |             |                       |
| 23 février   | Kyoto        | Japon       | Kyoto Kinen              | Gr. 2       | 2 200 m     | Hirofumi Shii      | 6e / 16     | 2           | Admire Aura           |
| 29 mars      | Nad Al Sheba | Dubaï       | Dubaï Duty Free          | Gr. 1       | 1 800 m     | Yutaka Take        | 4e / 16     | 1 ¾         | Jay Peg               |
| 18 mai       | Tokyo        | Japon       | Victoria Mile            | Gr. 1       | 1 600 m     | Yutaka Take        | 2e / 18     | 3/4         | Asian Winds           |
| 8 juin       | Tokyo        | Japon       | Yasuda Kinen             | Gr. 1       | 1 600 m     | Yutaka Take        | 1er / 18    | 3 ½         | Armada                |
| 12 octobre   | Tokyo        | Japon       | Mainichi Okan            | Gr. 2       | 1 800 m     | Yutaka Take        | 2e / 16     | tête        | Super Hornet          |
| 2 novembre   | Tokyo        | Japon       | Tenno Sho (Automne)      | Gr. 1       | 2 000 m     | Yutaka Take        | 1er / 17    | nez         | Daiwa Scarlet         |
| 30 novembre  | Tokyo        | Japon       | Japan Cup                | Gr. 1       | 2 400 m     | Yutaka Take        | 3e / 17     | 1 ¼         | Screen Hero           |
| 2009, 5 ans  |              |             |                          |             |             |                    |             |             |                       |
| 5 mars       | Nad Al Sheba | Dubaï       | Jebel Hatta              | Gr. 2       | 1 800 m     | Yutaka Take        | 5e / 16     | 2           | Balius                |
| 28 mars      | Nad Al Sheba | Dubaï       | Dubaï Duty Free          | Gr. 1       | 1 800 m     | Yutaka Take        | 7e / 16     | 9           | Gladiatorius          |
| 17 mai       | Tokyo        | Japon       | Victoria Mile            | Gr. 1       | 1 600 m     | Yutaka Take        | 1er / 18    | 7           | Bravo Daisy           |
| 7 juin       | Tokyo        | Japon       | Yasuda Kinen             | Gr. 1       | 1 600 m     | Yutaka Take        | 1er / 18    | 3/4         | Deep Sky              |
| 11 octobre   | Tokyo        | Japon       | Mainichi Okan            | Gr. 2       | 1 800 m     | Yutaka Take        | 2e / 11     | 1           | Company               |
| 1er novembre | Tokyo        | Japon       | Tenno Sho (Automne)      | Gr. 1       | 2 000 m     | Yutaka Take        | 3e / 18     | 2           | Company               |
| 29 novembre  | Tokyo        | Japon       | Japan Cup                | Gr. 1       | 2 400 m     | Christophe Lemaire | 1er / 18    | nez         | Oken Bruce Lee        |
| 2010, 6 ans  |              |             |                          |             |             |                    |             |             |                       |
| 4 mars       | Meydan       | Dubaï       | Al Maktoum Challenge R3  | Gr. 2       | 2 000 m     | Christophe Lemaire | 8e / 14     | 4 ¼         | Red Desire            |

## Au haras
Désormais poulinière, Vodka est envoyée jusqu'en Irlande pour ses premières noces, et rencontre le crack et grand étalon Sea The Stars, qui devient son fiancé attitré puisqu'ils convoleront trois années de suite. Mais de leurs amours illustres ne naîtront que d'obscurs compétiteurs, même si Tanino Urban Sea montra un peu de qualité. Elle se montre plus heureuse en changeant de partenaire puisqu'un autre crack, Frankel, tout aussi brillant reproducteur, lui donne un poulain, Tanino Frankel, deux fois placé au niveau groupe 3. Suivent une pouliche et un poulain, respectivement issus de Invincible Spirit et Frankel, qui ne purent concrétiser leurs promesses, bien que la pouliche fut jugée digne de disputer le Hanshin Juvenile Fillies, la grande course des 2 ans japonaises. 
Vodka meurt prématurément le 1er avril 2019 à Newmarket, en Angeleterre, où elle venait de mettre au monde son dernier produit, une pouliche par Frankel. Une fourbure consécutive à une fracture à un antérieur a eu raison de la championne, âgée de 14 ans.

## Origines
Vodka est le joyau de Tanino Gimlet, un lauréat du Derby. Sa mère, Tanino Sister, n'a su se montrer à son avantage en course, et a donné plusieurs gagnants, mais aucun au niveau des groupes.

### Pedigree
| Origines de Vodka (JPN), jument baie née en 2004 | Origines de Vodka (JPN), jument baie née en 2004 | Origines de Vodka (JPN), jument baie née en 2004 | Origines de Vodka (JPN), jument baie née en 2004 |
| ------------------------------------------------ | ------------------------------------------------ | ------------------------------------------------ | ------------------------------------------------ |
| Père Tanino Gimlet 1999                          | Brian's Time 1985                                | Roberto                                          | Hail to Reason                                   |
| Père Tanino Gimlet 1999                          | Brian's Time 1985                                | Roberto                                          | Bramalea                                         |
| Père Tanino Gimlet 1999                          | Brian's Time 1985                                | Kelley's Day                                     | Graustark                                        |
| Père Tanino Gimlet 1999                          | Brian's Time 1985                                | Kelley's Day                                     | Golden Trail                                     |
| Père Tanino Gimlet 1999                          | Tanino Crystal 1988                              | Crystal Palace                                   | Caro                                             |
| Père Tanino Gimlet 1999                          | Tanino Crystal 1988                              | Crystal Palace                                   | Hermieres                                        |
| Père Tanino Gimlet 1999                          | Tanino Crystal 1988                              | Tanino Sea-Bird                                  | Sea Bird                                         |
| Père Tanino Gimlet 1999                          | Tanino Crystal 1988                              | Tanino Sea-Bird                                  | Flaxen                                           |
| Mère Tanino Sister 1993                          | Rousillon 1981                                   | Riverman                                         | Never Bend                                       |
| Mère Tanino Sister 1993                          | Rousillon 1981                                   | Riverman                                         | River Lady                                       |
| Mère Tanino Sister 1993                          | Rousillon 1981                                   | Belle Dorine                                     | Marshua's Dancer                                 |
| Mère Tanino Sister 1993                          | Rousillon 1981                                   | Belle Dorine                                     | Palsy Walsy                                      |
| Mère Tanino Sister 1993                          | Energy Tosho 1987                                | Tosho Boy                                        | Tesco Boy                                        |
| Mère Tanino Sister 1993                          | Energy Tosho 1987                                | Tosho Boy                                        | Social Butterfly                                 |
| Mère Tanino Sister 1993                          | Energy Tosho 1987                                | Cornice Tosho                                    | Dandy Lute                                       |
| Mère Tanino Sister 1993                          | Energy Tosho 1987                                | Cornice Tosho                                    | Rose Tosho (Famille: 3-l)                        |